# رزاق محمود الحكيم
رزّاق محمود الحكيم (1939) شاعر عراقي - جزائري. ولد في النجف. تخرّج في كليّة الآداب في الجامعة المستنصرية في بغداد 1970 في اللغة العربية. عمل مدرسًا للغة العربية في الجزائر واستقرّ فيها مغترباً ثم اكتسب الجنسية الجزائرية. نشر أدبه في الدوريات الجزائرية والعربية. من دواوين شعرية الرحيل، الأرق، العودة ، غريب في المدينة  وله رواية بعنوان عودة الغائب. وهو عضو رابطة إبداع الأدبية واتحاد الكتاب الجزائريين واتحاد الكتاب والأدباء في العراق. 

## سيرته
ولد رزاق بن محمود بن حسين بن مصطفى الحكيم في مدينة النجف بالعراق سنة 1939/ 1358 هـ ونشأ بها وأكمل دراسته الابتدائية والثانوية فيها. انتقل إلى بغداد عام 1966 لإكمال دراسته الجامعية في الجامعة المستنصرية وتخرج فيها بشهادة الليسانس من كلية الآداب، قسم اللغة العربية، في 1970.

هاجر إلى الجزائر عام 1970 وعمل مدرساً ومغترباً واكتسب الجنسية الجزائرية عام 1985، عمل أستاذاً للأدب العربي بالجزائر. حصل على دكتوراة في الدراسات الأدبية والنقدية من جامعة عبد القادر بالجزائر ودرس في عدد من الجامعات الجزائرية والعراقية. 

وهو عضو رابطة إبداع الأدبية واتحاد الكتاب الجزائريين واتحاد الكتاب والأدباء في العراق. نشر قصائده وكتاباته في الدوريات الجزائرية والعربية، كما شارك بشعره في العديد من المتلقيات والمهرجانات الأدبية والأمسيات الشعرية منهم مهرجان بجاية الشعري 1984، الملتقى الدولي في سطيف 1989 - 1992، الأيام الجامعية لجامعة سطيف 1992 وغيرها. حصل على شهادات تكريم من بجاية، وسبكرة وسطيف. 

## مهنته الأدبية
بدأ تجربته في الكتابة منذ أواخر الستينيات في العراق ونضجت في السبعينيات في الجزائر وخلال تلك الأعوام، تشكلت تجربته الأدبية من الآثار الأدب العربي القديم والمعاصر. ومن الشعراء والكتاب الذين كان لهم تأثير في مسيرته الأدبية مفدي زكريا ونزار قباني ومحمود درويش والسياب ونجيب محفوظ وغيرهم. تتراوح مهنته الأدبية في كتابة الشعر والرواية والنقد والمسرح. 

## مؤلفاته
مطبوعة ومخطوطة:
- الرحيل ، ديوان شعر، 2007
- الأرق ، ديوان شعر
- العودة ، ديوان شعر
- غريب في المدينة ، ديوان شعر
- عودة الغائب، رواية
- أغاريد وأناشيد للأطفال
- الشعرية في النص الأدبي بين المنظوم والمنثور، نقد أدبي
- ظاهرة الأحاجي والألغاز الأدبية في مقامات الحريري، 1996